# Open Your Heart (Madonna-dal)
Az Open Your Heart című dal az amerikai énekesnő Madonna negyedik kimásolt kislemeze a harmadik, True Blue című stúdióalbumáról. A dal 1986. november 12-én jelent meg a Sire Records kiadásában. A dal remix változata szerepel a The Immaculate Collection című válogatáslemezen, valamint felkerült a 2009-es "Celebration" című lemezre is. A dal eredetileg egy rock and roll dal volt "Follow Your Heart" címmel, melyet Cyndi Laupernek írt Gardner Cole és Peter Rafelson. Amikor új dalokat kerestek az új "True Blue" című albumra, akkor esett erre a dalra a választás, melyet Madonna elfogadott, melyet ő és Patrick Leonard kissé átdolgozott dance-pop dallá. Az "Open Your Heart" egy szerelmi dal, melyben Madonna kifejezi szexuális vágyait.
A dalt kedvezően értékelték a zenekritikusok, és kereskedelmi szempontból is sikeres volt. Top 10-es helyezett volt Belgiumban, Kanadában, Írországban, Hollandiában, az Egyesült Királyságban, valamint az amerikai Billboard Hot 100-as listán az első helyezést sikerült elérnie. Ez lett Madonna 5. első helyezett dala az Egyesült Államokban. Az "Open Your Heart" videoklipje egy különleges történetet mesél el, melyben Madonna egy táncost játszik egy peep-showban, ahol egy kisfiúval barátkozik, akivel később elmenekül. Kritikusan elismerték a férfiak tekintetének elfordítását a klipben, azonban a sztriptíz klubba belépő gyermek létét kritizálták. A videó tisztelgés Liza Minnelli és Marlene Dietrich előtt.
Az "Open Your Heart" című dalt Madonna három világturnén adta elő. Először a Who’s That Girl World Tour-on 1987-ben, majd 1990-ben a Blond Ambition World Tour-on, ahol a hírhedt kúpos melltartóját viselte a dal előadása közben, és a 2012-es The MDNA Tour turnén. A dalt számos művész feldolgozta, vagy előadta, és elhangzott a Britney Spears szereplésével bemutatott 2002-es Crossroads című filmben is.

## Dalírás és felvételek
Az "Open Your Heart" eredetileg egy rock and roll dal volt, és a "Follow Your Heart" címet kapta. A dalt Cyndi Laupernek írta Gardner Cole és Peter Rafelson, azonban a dalt soha nem játszották le neki. A The Temptations szintén érdeklődött a dal iránt. Cole szerint az eredeti dalcím a helyi egészséges ételeket áruló étteremből származik a kaliforniai Canoga Parkból, ahol szerelmes volt egy Lisa nevű pincérnőbe, akinek jelenléte ihlette a dalt. Fred Bronson a The Billboard Book of Number 1 Hits könyv szerzője kifejtette: 

Peter és én általában gyorsan megírjuk a dalszövegeket. Általában egy-két nap alatt meg is vannak a dalok, azonban ez a dal nem igazán ütött meg bennünket slágerként. Csaknem egy éven át dolgoztunk rajta, de nem adtuk fel. Hála istennek megcsináltuk [...] Ez volt az első dal, melyet a "True Blue" albumra szántunk. A dal végül az album elkészítését eredményezte, mely nagyon sok ajtót nyitott meg számomra."

Cole menedzsere, Bennett Freed együtt dolgozott Madonna munkatársaival, és új anyagot kerestek az albumára. Cole három dalát választották ki felülvizsgálat céljából, köztük a "Follow Your Heart" címűt. Madonna menedzsere, Freddy DeMan hallotta a dalt, és azt gondolta, hogy Madonna számára megfelelő sláger lenne, majd arra kérte Cole-t, hogy készítsenek egy női énekes által felvett demó változatot. Cole kérte akkori barátnőjét Donna De Lory-t, hogy énekelje el a dalt, majd később ő legyen Madonna háttér énekesnője. Annak ellenére, hogy nem pontosan illeszkedett az akkori Madonna által énekelt dalok műfajához, ennek ellenére elfogadta. Madonna később újraírta a dalt, és felvette "Open Your Heart" címmel. A dalt Patrick Leonard-dal közösen készítették el, és alakították át táncos dallá. Az "Open Your Heart" volt az első felvétel, melyet a "True Blue" albumra szántak 1985 végén, és véglegesen az album dalai között is maradt.

## Összetétel
Az "Open Your Heart" című dal egy folyamatos ütős hangszerekkel készült dal, hangzásilag hasonlít Belinda Carlisle dalaihoz – mondta Rikky Rooksby a The Complete Guide to the Music of Madonna című könyvében. Lyrically, "Open Your Heart" is a simple love song. Lírikusan az "Open Your Heart" egy egyszerű szerelmes dal. Mavis Tsai professzor szerint az "Open Your Heart" kifejezés a kiszolgáltatott helyzet metaforája, amely megfelel az intim, vagy közeli kapcsolatok kialakításában játszott magatartásnak. A dal következő sorai: Open Your Heart, I'll make you love me; It's not that hard, if you just turn the key" - a dal koncepciója Madonnát a szerelem áldozatává teszi.
A Billboard szerint az "Open Your Heart" szexuális cselekedettel teli dal. A dalban Madonna arra vágyik, hogy egy férfi kinyissa a szívét egy kulccsal. Ez pontosan azt jelenti amire gondol. A dalszövegek egyértelműbb helyzetbe helyezik Madonnát, férje iránti szexuális vágyait. Santiago Fouz-Hernández szerint a dalszövegben lévő: "If you gave me half a chance you'd see; My desire burning inside of me" kihangsúlyozza a dal mondanivalóját. A dal az Alfred Publishing által, a Musicnotes.com oldalon közzétett kották szerint közepes funk tempójú 112 BPM / perc ritmusú dal. A dal F-mollban van komponálva, Madonna hangja pedig A3 és B4 között mozog, majd a dupla éles E ♭ 9 –E ♭ / G – Gm 7 –F alapszekvenciát követi.

## Kritikák
Susan McClary a Culture/power/history című cikkben úgy nyilatkozott a dalról, hogy jobb, mint az előző "Live to Tell" című felvétel, mivel az "Open Your Heart2 nyilt végű szexuális orgazmus (jouissance) energiáját hozza létre. A szerző Taraborrelli a dalt az egyik legkomolyabb dalnak nevezte, és összehasonlította Aretha Franklin "Respect" című dalával, valamint Barbra Streisand "A House is Not Home" című felvételével. Elmondása szerint ez egy olyan dallam, melyet az emberek meg tudtak érteni, és be is tudták tartani, ami emlékezetessé teszi a pop dalt. A The New York Times írója Stephen Holden összehasonlította a dalt az édes post-Motown stílusú dalokkal. A Houton Chronicle írója Joey Guerra a dalt tökéletes táncdalnak nevezte, mélyebb dance groove-okkal. A Slant Magazin a dalt Madonna egyik legerősebb dalának nevezte. Robert Christgau a dalról így nyilatkozott: "Nem azt mondom, hogy a dal érzése örömteli, de az a nagylelkűség, amely az "Open Your Heart" című dalban van, kimeríthetetlen, mint egy ketté ágazó útszakasz, és egyéb másik.

## Sikerek
Az "Open Your Heart" 1986. december 6-i héten debütált a Billboard Hot 100-as listán, az 51. helyen, majd 1987 február 7-én elérte a slágerlista csúcsát. Ezáltal Madonna 5. első helyezést elért kislemezévé válva. A dal sikeres volt a Billboard Hot Dance Club Songs listán is, ahol szintén No. 1. helyezett lett 1987. február 14-én. Ez a dal lett Madonna 6. dala a Billboard Adult Contemporary listán, ahol a 12. helyezést érte el. Kanadában a dal a 83. helyen debütált az RPM kislemezlistán 1986. december 13-án, majd 1987. február 21-én elérte a 8. helyet. Az RPM 1987. évi összesített listán 68. helyezést érte el.
A dal Top 10-es sláger lett több európai országban, köztük az Egyesült Királyságban, Írországban, Hollandiában, és Belgiumban. Az Egyesült Királyságban az angol kislemezlistán a dal a 8. helyen debütált, majd 1986. december 13-án a 4. helyezést érte el. A dal összesen 9 héten keresztül volt helyezett a slágerlistán. A Brit Hanglemezgyártók Szövetsége ezüst minősítéssel díjazta az eladott 195.000 példányszámú kislemezt. Európában az Eurochart Hot 100-as listán szintén 4. helyezett volt a dal, így ez volt az egyetlen az albumról, mely elérte ezt a helyezést. Ausztráliában a 16. helyezést érte el, kilenc egymást követő Top 10-es helyezést elérve az országban. Svájcban, Ausztriában, Németországban, Franciaországban Top 40-es helyezést ért el a dal.

## Videóklip

### Előzmények
A dalhoz készült klipet a kaliforniai Los Angeles Echo parkjában készítették. Madonna egy táncosnőt alakít, aki egy kisfiúval barátkozik, akit Felix Howard gyermekszínész alakít. A videót eredetileg Madonna akkori férje Sean Penn rendezte volna, ám végül a választás Jean-Baptiste Mondino-ra esett, aki később több Madonna klipet is rendezett, úgy mint a Justify My Love (1990), vagy a Human Nature (1995), Love Don't Live Here Anymore (1996), Don’t Tell Me, és Hollywood címűeket. A videót 1986 nyarán készítették, és decemberben jelent meg, melynek producere David Naylor volt. A videót 1987-ben három MTV Videó zenei díjra is jelölték. A legjobb női videó kategóriában jelölést elveszítette a másik Madonna videó a Papa Don’t Preach-csel szemben. A videoklip a VH1 minden idők legszexisebb videoklip pillanatai  kategóriában a 35. helyen szerepelt.
A videó egy peep showban játszódik, ahol Madonna sztriptíztáncosként dolgozik. Mondino szerint a kukkoló show ötlete abból származik, hogy "egy olyan időszakban voltunk, amikor valamiféle szabadságot akartunk a szexualitással, és más dolgokkal kapcsolatban. Egy naiv és kedves érzést akartunk egy fiú bemutatásával, aki Madonnára várt." Madonna eredetileg a teljes klipben fekete parókában lett volna, de Madonna jobbnak látta, ha szőkeként tűnik fel a klipben, így a fekete paróka csak a videó kezdeti jeleneteiben látható.

### Áttekintés és elemzés
Az "Open Your Heart" videoklip bemutatja Madonna olasz-amerikai örökségének korai változatát és feminocentrikus utcai teológiájára összpontosít, melyet kifejezetten az 1987-es Who's That Girl turné is felvetett. A klipben egy kisfiú megpróbál bemenni egy peep show-ba, ahol Madonna szerepel, de a jegyárus öregember elküldi. Madonna bent kezdi énekelni a dalt egy színpad közepén, mely arra fordul,, amerről az ügyfelek őt nézik. Madonna fekete melltartóban, tűsarkú cipőben látható, felfedve akkori új karcsú testét. A videóban fekete parókát visel, melyet később eltávolít, és felfedi rövid szőkített haját. A kékes és sötét világítás Marlene Dietrich egykori filmszerepére emlékeztet a "The Blue Angel" című filmből, valamint Liza Minelli mint Sally Bowles szerepében a Bob Fosse által rendezett Cabaret című musicalből.
Madonna táncát csupán a színpadon egy szék korlátozza. A videó első szegmensének egyik pontján táncolva forgatják a széket, de a kamera szinte mindig mozog, és a tánc mozgása a kamera kis hatótávolságán belül van. Ahogy a nézőkamra belsejében lévő képernyők kinyílnak, majd bezáródnak, a kamera bizonyos szögből és időtartammal vágja meg Madonna felvételeit. Ugyanazokat a képeket mutatja, melyeket a kisfiú is, aki megpróbálja a Madonnát reklámozó táblán lévő képet különböző szögbe eltakarni. A fülkékben négy másik férfi is tartózkodik, háttérben Tamara de Lempicka festményeivel. Madonna egy ponton leveszi a kesztyűjét, mint Rita Hayworht, és az egyik festmény felé mutat.
A videó tematikus tartalma hasonlít a Mötley Crüe "Girls, Girls, Girls" című videójához. Ezzel szemben ez a videó Madonna szempontjából meséli el a történetet. A Peep-show fülkéjében szeretne kapcsolatba kerülni férfiakkal, de ők nem képesek ezt viszonozni. Ezen kívül magabiztosan pózol a kamerába, és szembe kerül a nézőkkel. Ezekkel a jelenetekkel Madonna a férfiak fölötti hatalmát ábrázolja, és a folyamatos üldözést. Madonna egy magabiztos nőt képvisel, aki olyan szeretőt keres, aki elfogadja őt emberként. Bruce Forbes szerző szerint a fülkékben lévő férfiak bizonytalanak számára, és nem is gúnyolódnak, amikor Madonna "csecsemőnek" hívja őket.
A videó végén a férfiak távoznak a helyszínről, és bezárnak az ajtók. A dal vége felé Madonna kijön a peep show-ból, és ad egy csókot a fiú szájára. Mindketten laza szürke öltönyben vannak, mely Madonnának androgén megjelenést kölcsönöz. Ezek után elsétálnak, mely emlékeztet Charlie Chaplin és Jack Coogan "The Kid" (1910)-es filmjében lévő jelenetre. Nicholas B. Dirks szerint a videó vizuális és zenei dimenziója közötti feszültség rendkívül zavaró, mely akkor változik, amikor elmenekülnek a jegyszedő férfi elől a fiatal fiúval, és ekkor a zene és a látvány összehasonlíthatóvá válik.

### Fogadtatása
Susan Bordo a feminista író negatív véleménnyel volt a videóról, mondván, hogy a fülkékben lévő férfiak szánalmasak, valamint Madonna a fiúval való elmenekülése cinikusan és mechanikusan is megcsavarodott módja annak, hogy trendi legyen. Az MTV-nek kezdetben volt néhány fenntartása a videó bemutatása előtt, amelyet később a Warner tisztviselőkkel folytatott találkozót követően oldottak meg. A szociálkritikus Mary Harron a McRock: Pop as Commodity című könyvében azt mondta, hogy a videó mögött olyan üzenet áll, hogy bár Madonna szexet ad, ő szabad. A fiúval való barátságon kívül senki sem ábrázolja őt nyíltan. A videó egy részén Madonna úgy hajol meg, ahogyan a Herb Ritts fényképész által készített "True Blue" stúdióalbum borítóján látható.

## Élő előadások

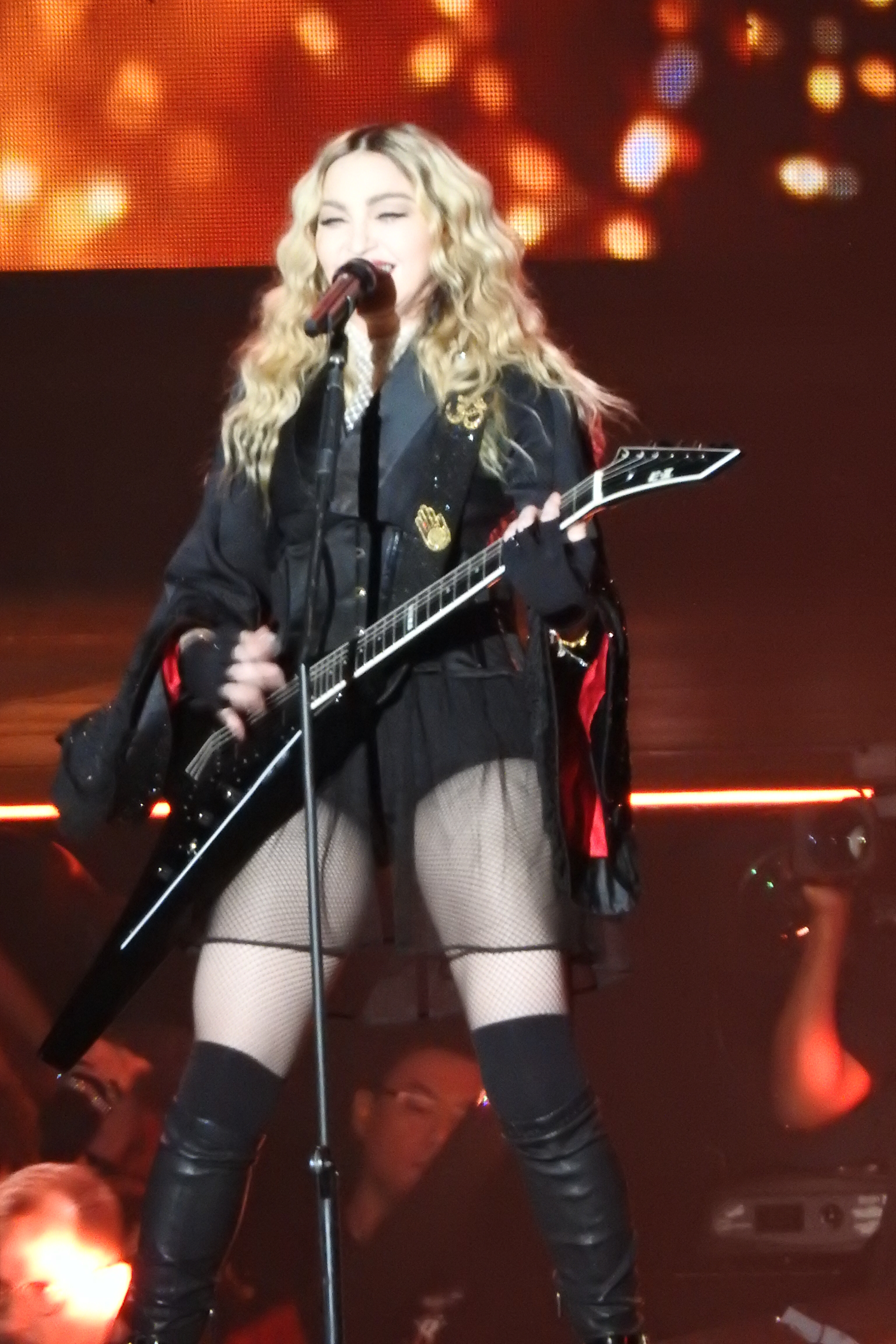
Madonna az "Open Your Heart" előadása közben a Rebel Heart turné egyik koncertjén (2016)

Az "Open Your Heart" nyitó dalként szolgált az 1987-es Who’s That Girl World Tour-on. Az akkori fiatal táncos Chris Finch lépett a színpadra, utánozva a videóklipből ismert kisfiút Felix Howardot, aki nem kapott engedélyt hogy a turnén részt vegyen, így Finch helyettesítette. Finch után két másik táncos lépett a színpadra, mielőtt Madonna megjelent volna. Ugyanazt a fekete fűzőt viselte, és hajhálót, mint a videoklipben.  Először egyedül énekelte a dalt, majd Finch ismét csatlakozik hozzá, és együtt táncolnak, míg a dal véget nem ér. A dal két különféle előadása került rögzítésre. Az egyik a Who's That Girl: Live in Japan, melyet Tokióban vettek fel, 1987. június 22-én. A másik az olasz előadás, melyet 1987. szeptember 4-én rögzítettek Torinoban. Az előadás felkerült a Ciao Italia: Live in Italy című kiadványra.
A Blond Ambition World Tour-on az "Open Your Heart" volt a következő dal az "Express Yourself" után. Ezúttal egy kövér táncos volt a színpadon, aki távolról figyelte, ahogyan Madonna felpattant, és szőke lófarokba kötött hajával a színpadra lépett. Az előadás során dupla öltönyt viselt, a külső kabátot betűrve, hogy a kúpos melltartó látható legyen. Egy szatén rózsaszín testmezben, és lánccal egy széken ülve adta elő a dalt. Domina szerepet játszva Madonna felugrott az egyik táncosra, mielőtt egy koreográfiát mutatott volna be a székkel. Az előadásnak két verzióját rögzítették. Az egyiket Japánban, Jokohama-ban 1990. április 27-én, illetve a Blond Ambition World Tour Live-t, melyet Nizzában, Franciaországban vettek fel 1990. augusztus 5-én.
A dal nyitó 26 másodperces bevezetésként szolgált a Drowned World Tour-on 2001-ben. Amikor Madonna befejezte a Frozen című dal előadását, egy Geisha ihlette műsor szegmensében keresztbe ült a színpad előtt. Az "Open Your Heart" zenei bevezetését egy japán jelmezt viselő táncos kezdte, háta mögött egy magas dobogóval. A dal végén Madonna elkezdte énekelni a "Nobody's Perfect" című dalt a 2000-ben megjelent albumáról. 2008-ban a Sticky & Sweet Tour-on két helyszínen énekelte a dal első versszakát és a refrént. Az egyik Las Vegasban volt, a másik East Rutherforld-ban. Madonna elfelejtette a dalszövegeket a Vegas show-n és nem volt hajlandó elénekelni a dalt Bostonban. Helyette az "Express Yourself" című dalt adta elő.

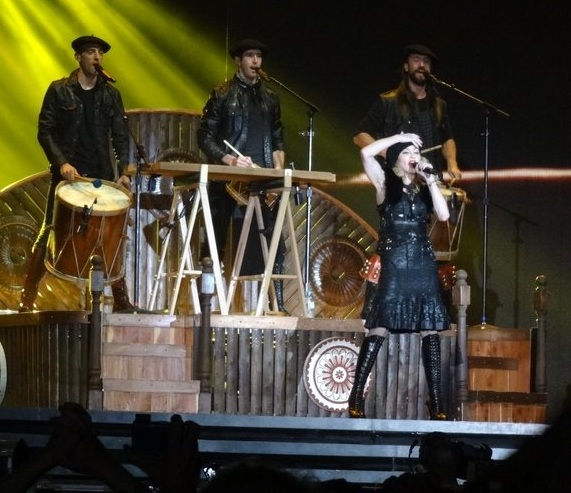
Madonna az "Open Your Heart" előadása közben a The MDNA Tour egyik koncertjén (2012)

Madonna a dalt előadta a 2012-es Super Bowl XLVI félidejében, ahol Cee Lo Green együttese is csatlakozott hozzá. Ugyanebben az évben a dalt felvették a The MDNA Tour dalainak listájára. A dalt egy 8 perces monológ követte az intolerancia ellen, majd a dal előadása  baszk népi akusztikus változata került bemutatásra egy dob jelenlétében a baszk Kalakan zenekarral, melyet Madonna kísért. Madonna az előadáson bőr öltözetben, Hervé Léger egyedi tervezésű ruhában, Max Azria térdig érő csizmában, és mini prémes boleroban lépett a színpadra. Táncosai katonai jelmezben voltak.
 Az előadás vége felé Madonna táncolt és énekelt a közönséggel együtt. Bizonyos előadásokban fia Rocco Ritchie is csatlakozott hozzá. Sal Cinuemani a Slant magazintól így kommentálta az előadást: "Az Open Your Heart és a Like a Prayer" című dalok előadásai emlékezetesek voltak, mind a rajongók, mind Madonna számára, aki mindig visszatér a zenéhez. A dalt 2012. november 19-20-án rögzítették Miamiban, az American Airlines Arénában, mely megjelent negyedik koncertalbumán, a The MDNA World Tour-on.
2014. január 26-án Madonna az "Open Your Heart" és a "Same Love" című dalokat adta elő az 56. Grammy-gálán Macklemore & Ryan Lewis és Mary Lambert közreműködésével a meleg és leszbikus jogok támogatása érdekében. A Rebel Heart Tour manchesteri állomásán 2015 decemberében Madonna a dal a cappella változatát adta elő. 2017. július 27-én Madonna a dalt előadta a Leonardo DiCaprio éves adománygyűjtő gáláján Saint-Tropezban, Franciaországban.

## Feldolgozások
Annak ellenére, hogy a dalt eredetileg angol nyelven írták, a dal spanyol változatát "Abre Tu Corazón" címen jelentette meg a venezuelai énekesnő Melissa, aki 1986 márciusában jelentette mg a dalt a "Melissa III" című albumán. Tekintettel arra, hogy Madonna három hónappal később jelentette meg a dalt, valószínű, hogy Madonna változatát rögzítették előre. A dalt Ofra Haza izraeli énekesnő is rögzítette saját feldolgozásában a Virgin Voices: A Tribute To Madonna Vol. 2. című válogatás lemezre. A dal eurodance változatát rögzítette a Mad'House csapat "Absolutely Mad" című lemezére. A dal hi-NRG változatát rögzítette a Who's That Girl csapat "Exposed" albumára, melyet az Almighty Records jelentetett meg. 2004-ben az In-Deep formáció adta ki saját feldolgozását a dalnak a Platinum Blonde NRG. Vol. 2. című lemezre. A 2004-es Crossroads című filmben Britney Spears énekli a dalt a szobájában egy hajkefébe, melyet mikrofonként használ. A háttérben egy Madonna poszter  látható. 2010-ben a Glee tévéműsor "The Power of Madonna" epizódjában hangzott el a dal a "Borderline" című dallal együtt egy mash-upban, Cory Monteith és Lea Michele előadásában.

## Számlista
| - US 7" single 1. "Open Your Heart" – 4:12 2. "White Heat" (LP version) – 4:25 - US 12" single 1. "Open Your Heart" (extended version) – 10:35 2. "Open Your Heart" (dub) – 6:43 3. "White Heat" (LP version) – 4:25 | - UK 7" single 1. "Open Your Heart" (remix) – 3:59 2. "Lucky Star" (edit) – 3:44 - UK 12" single / UK limited edition 12" picture disc 1. "Open Your Heart" (extended version) – 10:35 2. "Open Your Heart" (dub) – 6:43 3. "Lucky Star" (full-length version) – 5:33 |

## Közreműködő személyzet
- Madonna  – ének , háttérének, dalszerző
- Jonathan Moffett  – dobok
- Paulinho da Costa  – ütőhangszerek
- David Williams  – gitár
- Patrick Leonard  – billentyűs hangszerek

## Slágerlista
| Slágerlista (1986–87)                 | Legjobb helyezések |
| ------------------------------------- | ------------------ |
| Australia (Kent Music Report)         | 16                 |
| Ausztria (Ö3 Austria Top 40)          | 18                 |
| Belgium (Ultratop 50 Flanders)        | 6                  |
| Kanada Top Singles (RPM)              | 8                  |
| Eurochart Hot 100 (Billboard)         | 4                  |
| Franciaország (Single Top 100)        | 24                 |
| Németország (Media Control Charts)    | 17                 |
| Iceland (RÚV)                         | 4                  |
| Írország (IRMA)                       | 2                  |
| Hollandia (Top 40)                    | 7                  |
| Hollandia (Single Top 100)            | 6                  |
| Új-Zéland (Recorded Music NZ)         | 12                 |
| Poland (LP3)                          | 9                  |
| Svájc (Schweizer Hitparade)           | 11                 |
| Egyesült Királyság (UK Singles Chart) | 4                  |
| US Billboard Hot 100                  | 1                  |
| US Adult Contemporary (Billboard)     | 12                 |
| US Hot Dance Club Songs (Billboard)   | 1                  |

| Slágerlista (1986–87)           | Helyezések |
| ------------------------------- | ---------- |
| Canada Top Singles (RPM)        | 68         |
| Italian Singles (FIMI)          | 62         |
| US Billboard Hot 100            | 30         |
| US Dance Club Songs (Billboard) | 24         |

## Minősítések
| Ország                   | Minősítés | Eladás  |
| ------------------------ | --------- | ------- |
| Egyesült Királyság (BPI) | ezüst     | 250.000 |
| Japán (Oricon)           |           | 12.180  |